# 韋謝利尼夫卡 (巴里希夫卡區)
50°14′56″N 31°16′11″E / 50.24889°N 31.26972°E
韋塞利尼夫卡（烏克蘭語：Веселинівка）是位於烏克蘭北部的村莊，由基辅州布羅瓦里區的巴里希夫卡市鎮負責管轄。該村處於伊利季齊亞河畔，面積6.59平方公里，海拔高度95米，2001年人口1,167，人口密度每平方公里177.09人。